# Доходный дом Масленниковой
Доходный дом Масленниковой (дом Сведомских) находится в Перми на пересечении улиц Сибирской и Луначарского в Ленинском районе города. Является объектом культурного наследия регионального значения «Доходный дом М. Э. Масленниковой».

## История
В XIX в. владельцем дома на углу улиц Вознесенской и Сибирской был Егор Филиппович Сведомский. В 1891 г. он продал этот дом Мальвине-Антонине Эдмундовне Масленниковой, которая жила в этом доме и сдавала его некоторые помещения в аренду частным лицам и под торговые помещения. В частности, в 1910 г. здесь располагались магазин женского платья «Северная звезда», парфюмерный магазин, мебельно-обойная мастерская. В 1929 г. здесь находился филиал кооперативно-промышленной артели «Фотоколлектив» М. О. Кузнецова.
В 1987—1989 гг. здание было отреставрировано.